# Motocyklowe Grand Prix Madrytu
Motocyklowe Grand Prix Madrytu – eliminacja Motocyklowych mistrzostw świata rozegrana tylko w sezonie 1998, kiedy to zastąpiła GP Portugalii. Wyścig odbył się na torze Jarama w Madrycie.

## Lista zwycięzców
| Rok  | Data            | 125 cm³                   | 250 cm³                  | 500 cm³              |
| ---- | --------------- | ------------------------- | ------------------------ | -------------------- |
| 1998 | 14 czerwca 1998 | Lucio Cecchinello (Honda) | Tetsuya Harada (Aprilia) | Carlos Checa (Honda) |